# Pôle territorial Val de Garonne-Guyenne-Gascogne
Le Pôle territorial Val de Garonne-Guyenne-Gascogne est un Pôle d'équilibre territorial et rural, située dans le département de Lot-et-Garonne et la région Nouvelle-Aquitaine.

## Situation
Le Pôle territorial Val de Garonne-Guyenne-Gascogne est situé à l'Ouest du Lot-et-Garonne, c'est l'un des quatre pays de Lot-et-Garonne.

## Description
- Date de reconnaissance : février 2005
- Surface : 1 352,6 km2
- Population :  73 520 habitants
- Villes principales :  Marmande, Tonneins, Casteljaloux

## Communes membres
Il regroupe 2 Communautés de communes pour un total de 68 communes :
- Val de Garonne Agglomération
- Communauté de communes des Coteaux et des Landes de Gascogne